# Guarneri

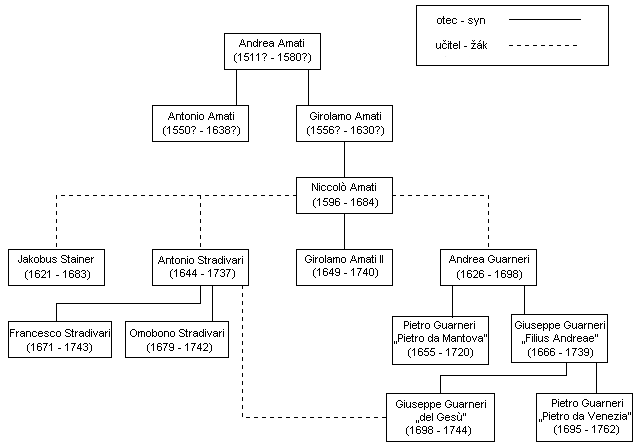
Drzewo genealogiczne rodzin Amati, Stradivari i Guarneri.

Guarneri – rodzina włoskich lutników, która wywodziła swe tradycje z pracowni Nicoli Amatiego, łącząc je z wpływami sztuki lutniczej Stradivariusa, działała w XVII i XVIII w. w Cremonie, Wenecji i Mantui.
Najwybitniejsi przedstawiciele rodziny Guarnerich to: Andrea (1626–1698), Pietro Giovanni (1655–1720), Bartolomeo Giuseppe, zwany del Gesù (1698–1744) (na jego skrzypcach zwanych Il cannone grał Niccolò Paganini).
Na skrzypcach Guarneriego z 1734 grała Wanda Wiłkomirska.